# Берга (Елстер)
Берга (њем. Berga/Elster) град је у њемачкој савезној држави Тирингија. Једно је од 61 општинског средишта округа Грајц. Према процјени из 2010. у граду је живјело 3.656 становника. Посједује регионалну шифру (AGS) 16076004.

## Географски и демографски подаци
Берга се налази у савезној држави Тирингија у округу Грајц. Град се налази на надморској висини од 229 метара. Површина општине износи 43,5 km². У самом граду је, према процјени из 2010. године, живјело 3.656 становника. Просјечна густина становништва износи 84 становника/km².